# Gänsemarkt (metropolitana di Amburgo)
Gänsemarkt è una stazione della metropolitana di Amburgo, sulla linea U2.